# Безславні виродки
«Безславні виродки» (англ. Inglourious Basterds) — фільм режисера Квентіна Тарантіно, що виступив також сценаристом картини. Зйомки фільму почалися восени 2008 року у Франції та Німеччині, прем'єра відбулася на Каннському кінофестивалі 2009 року. В головних ролях Бред Пітт, Елай Рот, Мелані Лоран, Крістоф Вальц, Тіль Швайґер та Майкл Фассбендер.
Дія відбувається під час Другої світової війни в окупованій нацистами Франції та показує альтернативний розвиток підпільної боротьби. Група американських диверсантів, прозваних ворогами «Виродками», готує вбивство нацистських лідерів на прем'єрі пропагандистського фільму. Для цього їм потрібно проникнути до невеликого кінотеатра Парижа, не викликавши підозр.
Фільм «Безславні виродки» зібрав понад 321,5 мільйона доларів у кінотеатрах по всьому світу, що зробило його найкасовішим фільмом Тарантіно на той момент, поки його не випередили за касовими зборами «Джанго вільний» (2012) і «Одного разу в Голлівуді» (2019). 
На 1 березня 2024 року фільм займав 70-ту позицію у списку 250 найрейтинговіших фільмів за версією IMDb.

## Назва
В оригіналі фільм називається «Inglourious Bastеrds», хоча граматично й орфографічно правильно було б написати «The Inglorious Bastards». Квентін Тарантіно, який взяв назву для картини з оригінального фільму Енцо Дж. Кастелларі «Безславні виродки» (1977, «The Inglorious Bastards»), в назві навмисно упустив артикль і зробив дві орфографічні помилки.

## Сюжет
До французького фермера Пер'єра Ля Падітта 1941 року несподівано навідується штандартенфюрер СС Ганс Ланда, відомий як «Жидолов». Ганс розшукує місцеву родину євреїв Дрейфусів, просить у господаря молока та ввічливо розпитує в Пер'єра, що йому відомо. Потім він дає зрозуміти, що знає — Пер'єр переховує євреїв у власному будинку. Ганс обіцяє ні в чому не винити фермера, якщо той покаже де сховав євреїв. Той піддається, бійці СС розстрілюють утікачів, схованих під підлогою, врятуватися вдається лише дівчині Шошанні. Ганс бере її на мушку, але не стріляє, бо вона вже опиняється далеко.
Тим часом британський лейтенант Алдо Рейн збирає загін американських солдатів єврейського походження для розправи над нацистами. Їхнє завдання — якнайжорстокіше вбивати нацистів і зрізати з них скальпи. Деяких вони лишають живими, щоб ті розповіли своїм про жорстоких месників, але вирізають їм на лобі свастику.
Чутки про загін ширяться Райхом, і пропаганда називає їх «Виродками». Командиру дають прізвисько «Апач» за те, що він і його солдати знімають зі своїх жертв скальпи. Один із його бійців убиває нацистів битою і отримує прізвисько «Жид-Ведмідь». Вісті про «Жида-Ведмедя» доходять до самого Гітлера. Невдовзі до Гітлера приводять солдата, який був у полоні у «Виродків». Солдат замовчує, що видав «Виродкам» позицію німецького патруля і тільки тому його залишили живим, але вирізали на лобі свастику, щоб після війни всі могли впізнати в ньому нациста. «Апач», однак, лишився невдоволений виконанням свастики.
Настає 1944 рік. Вціліла Шошанна під іменем Еммануель Мім'є стала власницею кінотеатру «Le Gamaar» в Парижі. Коли вона вішає вивіску нового фільму, на неї звертає увагу німецький снайпер Фредерік Цоллер. Шошанна не бажає з ним спілкуватись, але Фредерік відвідує її наступного дня. Виявляється, що він знявся в пропагандистському фільмі «Гордість нації», створеному під егідою райхсміністра пропаганди Німеччини Йозефа Геббельса, і саме Фредеріку належить головна роль. Потім Еммануель змушують сісти до машини та везуть в ресторан, де відбувається обговорення близької прем'єри. Обговорити питання безпеки під час показу мусить «Жидолов», який вдає, що не впізнав Шошанну. Ганс лише натякає, що знає Еммануель, замовивши для неї молока та некошерний струдель з вершками.
Фредерік намагається переконати Геббельса перенести прем'єру в «Le Gamaar». Той спершу відмовляється, але Фредерік доводить, що хоча кінотеатр невеликий, тим самим це дозволить зібрати в залі лише еліту Рейху та зробить фільму хорошу рекламу. Фредерік пригадує, що кіномеханіком в «Le Gamaar» працює темношкірий Марсель, і вимагає замінити його на білого. Після розмови з нацистами, Еммануель ділиться з Марселем планами вбити нацистських лідерів на прем'єрі фільму. Для цього не потрібно якихось спеціальних приготувань, бо кіноплівка легкозаймиста, а в кінотеатрі зберігається понад 300 кінострічок.
Тим часом англійське військове командування дізнається про підготовку до показу фільму. Там воно сподівається вбити нацистських лідерів і називає цю операцію «Кіно». Лейтенанта Арчі Гікокса відправляють на зустріч з «Виродками», щоб разом вони виконали операцію «Кіно». Для цього вони, переодягнувшись німецькими офіцерами, зустрічаються в барі з акторкою Бріґітою фон Гаммерсмарк, яка таємно працює на Британію. Саме ця акторка, користуючись своїм авторитетом, може провести диверсантів у кінотеатр, не викликавши підозр. Алдо план одразу не подобається, бо зустріч відбувається в підвалі, де в разі сутички диверсанти опиняться в невигідній позиції. Але все ж він погоджується, бо іншої нагоди доведеться довго чекати.
Вони зустрічаються в барі, де німецькі солдати святкують народження сина в товариша по службі. Присутній там офіцер Гестапо, Гельстром, зауважує акцент диверсанта і підозрює, що той самозванець. Бріґіта заступається за нього, і офіцер відступає. Але потім Гельстром бачить, що диверсант замовляє три кухлі алкоголю не німецьким жестом, і вимагає, щоб він добровільно здався. Стається перестрілка, де військові гинуть від перехресного вогню, а Бріґіта зазнає поранення в ногу. Решта «Виродків» вивозять її в будинок за місто. Алдо допитує акторку, підозрюючи її в зраді, а потім визнає, що його люди загинули, бо самі себе видали. Диверсанти задумують проникнути на прем'єру фільму під виглядом італійських кінематографістів, і підірвати будівлю, а рану Бріґіти замаскувати гіпсовою пов'язкою.
Ганса Ланду призначають гарантувати безпеку під час показу фільму. Він здогадується, що стрілянина в барі стосується показу, та знаходить будинок, де виявляє взуття Бріґіти. З цього він робить висновок, що акторка причетна до організації майбутнього теракту. Тим часом Гітлер, який не цікавився фільмом, стурбований просуванням союзників. Він визнає, що «Гордість нації» підніме бойовий дух солдатів, тому вирішує відвідати прем'єру.
Настає день прем'єри «Гордості нації». «Виродки», вдавши з себе італійців, прибувають до кінотеатру й проносять з собою вибухівку. Ганс зауважує гіпс на нозі Бріґіти і запитує де вона травмувалася. Акторка вигадує, що це сталося напередодні в горах, однак Ганс розуміє, що до найближчих гір надто далеко, а отже вона бреше. Потім він заводить розмову з удаваними італійцями та підтверджує свої підозри, що ті самозванці.
Під час показу фільму Ганс заводить Бріґіту в операторську кімнату, де показує знайдене раніше взуття. Сказавши Бріґіті, що знає про її зраду, він задушує акторку. Потім він наказує захопити в полон Алдо і рядового Ютивіча. Він допитує обох і пропонує лишити вибухівку з годинниковим механізмом, щоб убити Гітлера, Геббельса, Бормана та інших. За це він бажає прихистку в американців і зняття з нього всіх звинувачень у воєнних злочинах. Алдо з його дозволу зв'язується телефоном зі своїм командуванням, і йому наказують погодитися з умовами Ганса. Тоді Ганс везе їх із собою на підконтрольну американцям територію. Диверсанти Улмер і Доновіц, які лишилися у вестибюлі, вирішують самотужки закінчити справу. Вони відбирають зброю в охоронців і прямують до зали.
Водночас нацисти не здогадуються про план Еммануель і Марселя. В кульмінаційний момент фільму Гітлер хвалить Геббельса, називаючи «Гордість нації» його найкращим твором. Еммануель вставляє останню бобіну, де вмонтовані її звернення, і запускає стрічку, де вона каже, що здійснила свою помсту. Фредерік покидає глядацьку залу, знаходить Еммануель і домагається її. Дівчина стріляє в нього, але Фредерік встигає вистрілити у відповідь. Марсель кидає недопалок в купу кінострічок, вони спалахують і полум'я стрімко поширюється кінотеатром. Улмер і Доновіц розстрілюють Гітлера з Геббельсом та решту присутніх. Залишена Гансом вибухівка підривається, довершивши справу.
Після перетину лінії фронту Ганс і його водій Герман здаються Алдо, сподіваючись, що американці, на чиїй території вони тепер перебувають, винагородять їх. Але Алдо убиває водія, наказуючи Ютивічу зняти з нього скальп. Потім він запитує в Ганса, чи носитиме той військову форму після війни. Той каже, що ні, і Алдо вирізає йому на лобі свастику, котра засвідчить, що її носій — нацистський злочинець. Роздивляючись цю свастику, Алдо тішиться, що цього разу вона вийшла гарна.

## У ролях

### «Безславні виродки»
| Актор                  | Роль                    |
| ---------------------- | ----------------------- |
| Бред Пітт              | лейтенант Альдо Рейн    |
| Елай Рот               | сержант Донні Доновіц   |
| Тіль Швайґер           | сержант Х'юго Штиглітц  |
| Гедеон Буркгард        | капрал Вільгельм Віккі  |
| Бенджамін Джозеф Новак | рядовий Смітсон Утівіч  |
| Омар Дум               | рядовий Омар Ульман     |
| Семм Левін             | рядовий Герольд Гешберг |
| Пол Раст               | рядовий Енді Коган      |
| Майкл Беколл           | рядовий Майкл Циммерман |

### Німці
| Актор            | Роль                         |
| ---------------- | ---------------------------- |
| Крістоф Вальц    | штандартенфюрер Ганс Ланда   |
| Даніель Брюль    | рядовий Фредрік Цоллер       |
| Діане Крюгер     | Бріджет фон Хаммерсмарк      |
| Август Діль      | штурмбанфюрер Дітер Хелшторм |
| Річард Семмел    | фельдфебель Вернер Рахтман   |
| Мартін Вутке     | Адольф Гітлер                |
| Сильвестр Грот   | Йозеф Геббельс               |
| Александр Фелінг | сержант Вільгельм            |
| Крістіан Беркель | бармен                       |

### Французи
| Актор        | Роль                              |
| ------------ | --------------------------------- |
| Мелані Лоран | Шошанна Дрейфус / Еммануель Мім’є |
| Дені Меноше  | Пер'є Ла-Падіт                    |
| Леа Сейду    | Шарлотта Ла-Падіт                 |
| Джекі Ідо    | Марсель                           |
| Яна Палласке | Бабетта                           |

### Британці
| Актор            | Роль                  |
| ---------------- | --------------------- |
| Майкл Фассбендер | лейтенант Арчі Гікокс |
| Майк Маєрс       | генерал Ед Фініч      |
| Род Тейлор       | Вінстон Черчилль      |

### Інші ролі
| Актор             | Роль                                                                     |
| ----------------- | ------------------------------------------------------------------------ |
| Семюел Л. Джексон | оповідач (голос)                                                         |
| Гарві Кейтель     | командир Управління стратегічних служб (голос)                           |
| Квентін Тарантіно | оскальпований німецький солдат, солдат на вежі у фільмі «Гордість нації» |

## Створення

### Розробка і написання сценарію
Про плани зняти військовий фільм Тарантіно говорив ще в початку 2000-х років. Режисер витратив майже сім років, щоб написати сценарій до «Безславних виродків». Як визнав Тарантіно, він «подорожував кожною сторінкою сценарію, через що сюжет і розширився». Крім того, він відчув, що цей сценарій — найкращий із написаних. Тарантіно характеризував фільм так: «Це моя версія „Брудної дюжини“, „Гармат острова Наварон“ і „Там, де гніздяться орли“».
У 2002 році Тарантіно зрозумів, що на створення фільму потрібно більше часу, ніж планується. До того ж його колеги в той час якраз знімали фільми про Другу світову війну. В зв'язку з цим Тарантіно залишив задумку і перейшов до режисера дилогії «Убити Білла». Після закінчення зйомок «Убити Білла» режисер повернувся до сценарію «Виродків» і вирішив зробити не фільм, а міні-серіал. Він скоротив сценарій, керуючись сценарієм «Кримінального чтива». Тоді ж він заявив про те, що зйомки фільму почнуться у 2005 році. Ймовірним сюжетом фільму повинні були стати втеча загону солдатів перед стратою та їхня допомога антигітлерівській коаліції. Тарантіно описав солдатів як «незвичайних героїв Другої світової війни».
Незабаром після прем'єри фільму, сценарій картини був опублікований як окрема книга і перекладена кількома мовами.

### Історія зйомок
У ЗМІ повідомлялося, що головну роль у фільмі зіграє Майкл Медсен, що знявся в «Скажених псах» Тарантіно, а реліз відбудеться в 2004 році. Проте до 2002 року Тарантіно виявив, що виробництво фільму триватиме значно довше, ніж планувалося, і що інші режисери вже працюють над картинами про Другу світову війну. Він переключився на зйомки фільму «Вбити Білла» з Умою Турман.
Після завершення роботи над фільмом «Грайндхаус» 2007 року Тарантіно повернувся до «Безславних виродків». Режисер уклав контракт з The Weinstein Company, яка виступила співпродюсером фільму і займалася його дистрибуцією в США. Universal Pictures також профінансувала зйомки і стала дистриб'юторкою в інших країнах. Режисер вів переговори з акторкою Настасією Кінскі з приводу її можливої участі в зйомках (роль — Бріґіта фон Гаммерсмарк).

## Український дубляж
Переклад: Федір Сидорук

Режисер дубляжу: Ольга Фокіна

Звукорежисер: Дмитро Мялковський 

Координатор дубляжу: Мирослава Сидорук 

| Персонаж                                                                  | Український дубляж  |
| ------------------------------------------------------------------------- | ------------------- |
| Лейтенант Альдо «Апаччі» Рейн                                             | Андрій Твердак      |
| Ганс Ланда (коли діалог англійською)                                      | Андрій Самінін      |
| Лейтенант Арчі Гікокс (коли діалог англійською)                           | Володимир Кокотунов |
| Генерал Ед Фенех                                                          | Олег Лепенець       |
| Сержант Донні «Жид-Ведмідь» Доновіц                                       | Дмитро Гаврилов     |
| Уґо Штіґліц (коли діалог англійською)                                     | Андрій Мостренко    |
| Пер'єр ЛяПадіт (коли діалог англійською)                                  | Михайло Жонін       |
| Вільгельм, Фредерік Цоллер (коли діалоги англійською)                     | Павло Скороходько   |
| Бріґіта фон Гаммерсмарк, Шошанна Дрейфус (коли діалоги англійською)       | Олена Яблучна       |
| Німецькі і французькі діалоги — одноголосий закадровий, оповідач — дубляж | Олександр Ігнатуша  |
|                                                                           | та інші             |

Фільм надано компанією «UPI» («Universal Pictures International»), дубльовано студією «Le Doyen» на замовлення компанії «B&H Film Distribution» у 2009 році.

## Сприйняття
На агрегаторі Rotten Tomatoes фільм отримав 89 % схвальних рецензій критики і 88 % схвалення від широкої авдиторії.
Метью Розса на сайті Salon.com описав, що «Безславні виродки» досліджують питання, чи можна бути нацистом формально, і чи виправдане зображення насильства щодо нацистів. На думку критика, Ланда — один із найбільш інтригуючих лиходіїв Тарантіно. Це самозакохана людина, що не відчуває фанатичної ненависті до євреїв, але пишається змогою полювати на них. Ланда впевнений, що це звільняє його від покарання, але відповідальність настає за конкретні реальні вчинки, а не особисті думки. Тарантіно пояснює, що «ви не можете позбутися свого нацизму просто тому, що більше не модно вважати вас нацистом […] Нацисти — це не просто люди, з якими ми не погоджуємося або з якими ми вплутані в складний геополітичний конфлікт. Вони, просто кажучи, злі. Якби нацисти виконали свій задум, кожен єврей у світі був би мертвий лише через те, що він єврей. Вони [нацисти] не заслуговують на повагу, і будь-яка жорстокість чи образа, заподіяна їм у наших культурних посланнях, цілком заслужена».
Джеффрі Макнаб у газеті «Independent» похвалив, що попри військову тематику, це все ще всесвіт Тарантіно, і багато героїв нагадують персонажів попередніх фільмів режисера. Найбільше дивує, як Тарантіно вдалося вдало пов'язати різні елементи в єдиний фільм і при цьому лишити його не перевантаженим. «Жоден інший режисер не мав би нахабства додати пісню Девіда Бові („Putting Out Fire With Gasoline“) у військовий фільм 1940-х років або взяти Рода Тейлора на роль Вінстона Черчилля». Та головний внесок у привабливість «Безславних виродків» роблять блискучі винахідливі діалоги Тарантіно.
Ерік Кон на сайті IndieWire розкритикував, що в фільмі багато балачок, які перешкоджають розвитку шпигунського сюжету, та слабка зв'язність. Також він назвав невдалим рішенням, що «Безславні виродки» не мають особистого закінчення, як «Убити Білла». Попри тематику Другої світової війни, «Безславні виродки» здебільшого схожі на данину кримінальним фільмам і трилерам, використовуючи нацистів як картонних лиходіїв у легкій манері, схожій на франшизу «Індіана Джонс».
Згідно з Енн Горндей, як описано в газеті «The Washington Post», на свій захист Тарантіно одразу заявляє, що «Безславні виродки» — це не більше ніж казка, у назві, яка звучить так: «Одного разу в… окупованій нацистами Франції». Порівняно з відносно тверезими фільмами «Валькірія» та «Виклик», «Безславні виродки» нагадує не так зухвалий ревізіонізм, як моторошну фантазію про помсту, кінофілію та різанину.

## Цікаві факти
- Фільм «Гордість нації», на прем'єрі якого зібрались герої у стрічці, існує насправді. Його зняв режисер та актор Елай Рот разом зі своїм братом Габрієлем. Хронометраж цієї стрічки складає 6 хвилин.
- У німецькому прокаті на постері до фільму «Безславні виродки» була прибрана свастика.
- Персонаж Бреда Пітта — лейтенант Алдо Рейн, вимагає від своїх солдат сотню німецьких скальпів, а в фільмі «Легенди осені» (1994) він особисто знімає скальпи з убитих ним німецьких офіцерів.
- Тарантіно працював над сценарієм близько 10 років, а знімальний період склав 70 днів.
- Персонажем Елі Рота є сержант Донні Доновіц, а у фільмі «Справжня любов» (1993), сценарій якого теж написав Квентін Тарантіно, одним з персонажів є кінопродюсер Лі Доновітц. За словами Тарантіно, Лі є сином Донні.
- Герой Бреда Пітта використовує ніж фірми «Arno Bernard».
- Тім Рот на пресс-конференції підтвердив, що його персонаж, кат ОсвАлдо Мобрей також відомий як Пітт Гікокс із фільму «Мерзенна вісімка» (2015) приходиться предком Арчі Гікокса, британського лейтенанта із кінострічки «Безлавні виродки». Обидва фільми зняв Квентін Тарантіно.